# تجاوز به ایران - به جهت بر هم زدن مذاکرات
پس از فروپاشی شوروی . اسراییل به جهت لزوم حفظ حضور آمریکا در منطقه برای تامین امنیت برای حفظ تسلط و تجاوز های خود به غزه و لبنان . نیاز به تعریف دشمن جدیدی برای آمریکا داشت . ضمن این که از قدرت گرفتن سایر کشور های خاورمیانه پیش از آن که خود به رشد و قدرت مد نظر برسد جلوگیری کند . از این رو در ابتدا در سال ۲۰۰۲ با تعریف عراق به عنوان تهدیدی برای بشریت و تبیین لزوم حمله به آن نزدیک به چند دهه حضور نظامی آمریکا در منطقه را به بهانه ی داشتن سلاح های کشتار جمعی در عراق تداوم بخشید . تداومی که در سایه آن امنیت خویش را نیز تضمین می کرد . در طی همین مسیر نیز ایران به عنوان محور شرارت معرفی شده و با ترور های مکرر دانشمندان . مهمانان خارجی و سایر اندیشمندان به بهانه های امنیتی  سعی در تحریک هر چه بیشتر ایران به جنگ و درگیری در منطقه نمود .که نتیجه ی آن ۲ عملیات وعده صادق پیش از جنگ دوازده روزه ایران و اسراییل بود . که البته اسراییل نیز طی آن کنسول گری و پدافند ایران را مورد هدف قرار داد . 
در اردیبهشت ماه ‍۱۴۰۴ در حالی که دور ششم مذاکرات با آمریکا در جریان بوده به بهانه ی حمله ی پیش دستانه به ایران فرماندهان و سران نظامی و امنیتی این کشور را در منازل به همراه خانواده هایشان و بسیاری از غیر نظامیان به بهانه تلفات جانبی مورد اصابت قرار داد . 
به دلایل ذیل این حمله تجاوز محسوب می گردد:
اول : ایران در حال مذاکراتی بود که در صورت به نتیجه رسیدن آن انتظار رفع درگیری با اسراییل می رفت .
دوم : این حملات نه در میدان نبرد بلکه به منازل مسکونی افراد درون شهر با تلفات بسیار غیر نظامی صورت گرفت
سوم : اسراییل آغاز کننده این حملات بود .
چهارم : بسیاری از مراکز غیر نظامی و زیرساخت های کشور مورد هدف و بعضی مورد انهدام قرار گرفت.
لذا این حمله بدون هیچ توجیه رسمی با بهانه تراشی صورت گرفته . لذا یک تجاوز مقرضانه محسوب می گردد .